# Rapala caerulea
Rapala caerulea är en fjärilsart som beskrevs av Bremer och William Grey 1853. Rapala caerulea ingår i släktet Rapala och familjen juvelvingar. Inga underarter finns listade.

## Bildgalleri

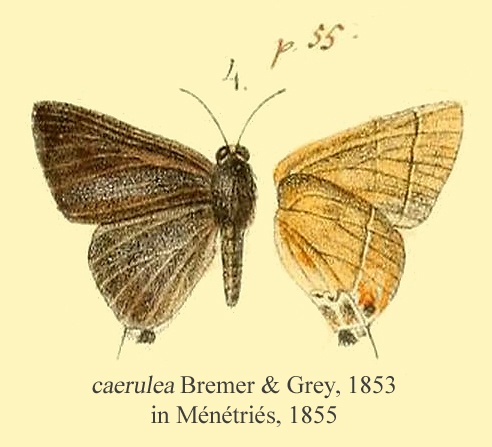